# Joseph-Nicolas Delisle
Joseph-Nicolas Delisle ( París, 4 de abril de 1688 - París, 11 de septiembre de 1768) fue un astrónomo y geógrafo francés.

## Semblanza

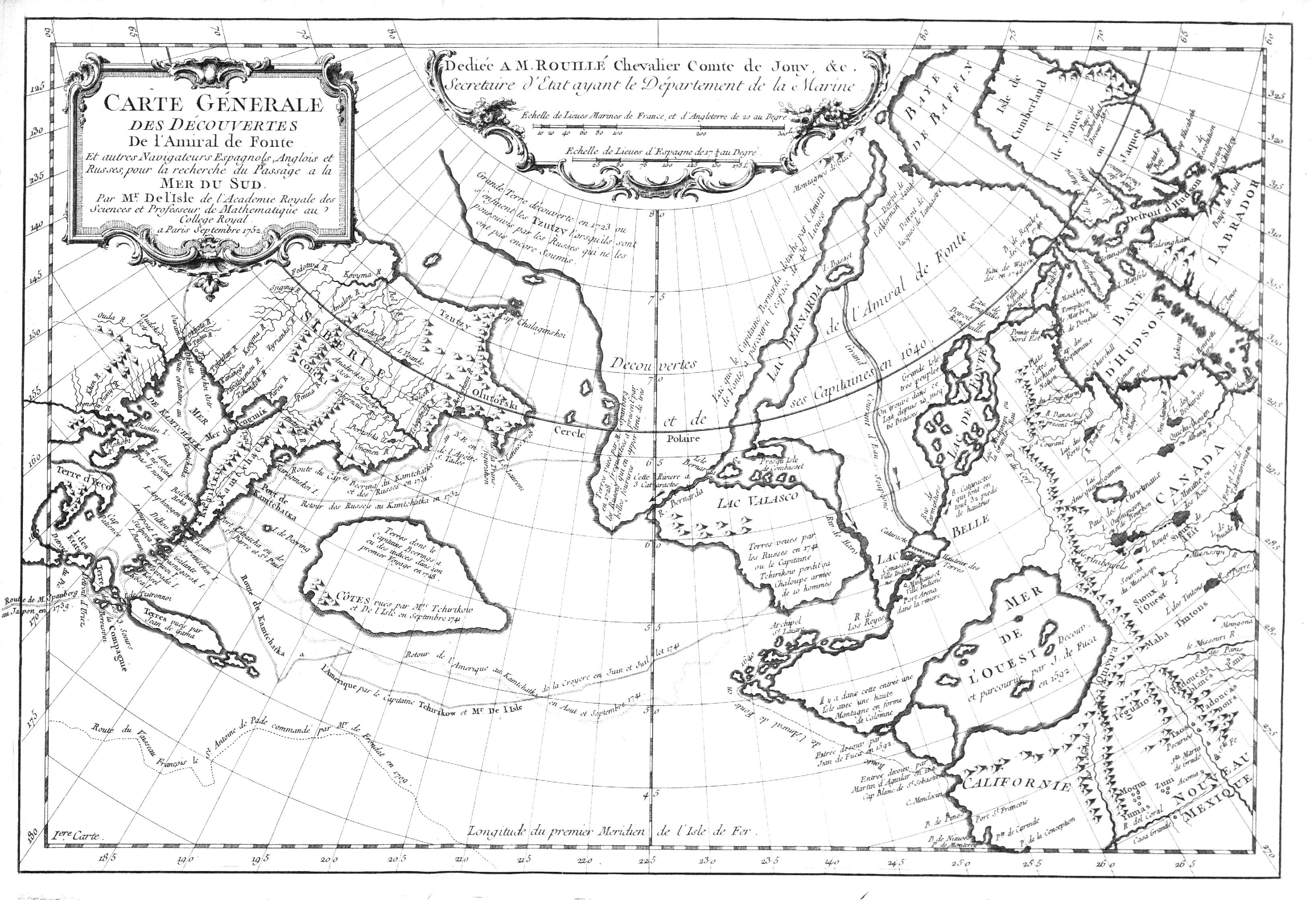
Mapa creado en 1752 por Joseph-Nicolas Delisle que muestra el oeste de Estados Unidos, Canadá y Alaska y el noreste de Asia.

Fue uno de los once hijos de Claude Delisle (1644-1720). Como muchos de sus hermanos, entre ellos Guillermo Delisle, inicialmente realizó estudios clásicos. Sin embargo, pronto pasó a estudiar astronomía bajo la supervisión de J. Lietaud y Jacques Cassini. Entró en la Academia Francesa de Ciencias como pupilo de Jean-Dominique Maraldi (1709-1788), llegando a ser adjunto y posteriormente astrónomo asociado de la misma (1716-1719). Con el tiempo llegaría a ser profesor en el Collège de France y en la Academia de Ruan, teniendo alumnos como Joseph Lalande o Charles Messier.
A pesar de ser un buen científico y miembro de una familia acomodada, no dispuso de grandes medios para sus investigaciones hasta que en 1725 su vida cambia radicalmente al ser llamado por el zar Pedro el Grande a San Petersburgo para crear y dirigir una escuela de astronomía en la Academia rusa de las Ciencias. Llegó a esa ciudad en 1726, tras la muerte del zar. Se hizo rico y famoso, hasta tal punto que cuando volvió a París en 1747 recibió el título de astrónomo de la Academia y pudo construir su propio observatorio en el palacio de Cluny que posteriormente haría famoso Charles Messier. 
Delisle explicó que la refracción de la luz solar en las gotas de lluvia es el origen de los arcos iris y trabajó entre otras cosas en el cálculo de la distancia entra la Tierra y el Sol y en el estudio de los tránsitos de Mercurio y Venus. Es conocido principalmente por la escala Delisle, una escala de temperatura que inventó en 1732.

## Eponimia
- El cráter lunar Delisle lleva este nombre en su honor.